# Klamelisaurus
Klamelisaurus (Klamelisaurus gobiensis, que significa "lagarto de Klameli") foi uma espécie de dinossauro herbívoro e quadrúpede que viveu durante o período Jurássico. Media em torno de 17 metros de comprimento.
O Klamelisaurus viveu na Ásia e seus fósseis foram encontrados na China. O esqueleto de Klamelisaurus descoberto está praticamente completo, o que permite aos paleontólogos definir quase todas as características deste grande saurópodo.
O Klamelisaurus foi nomeado em 1993 por Zhao Xijin, seu descobridor.

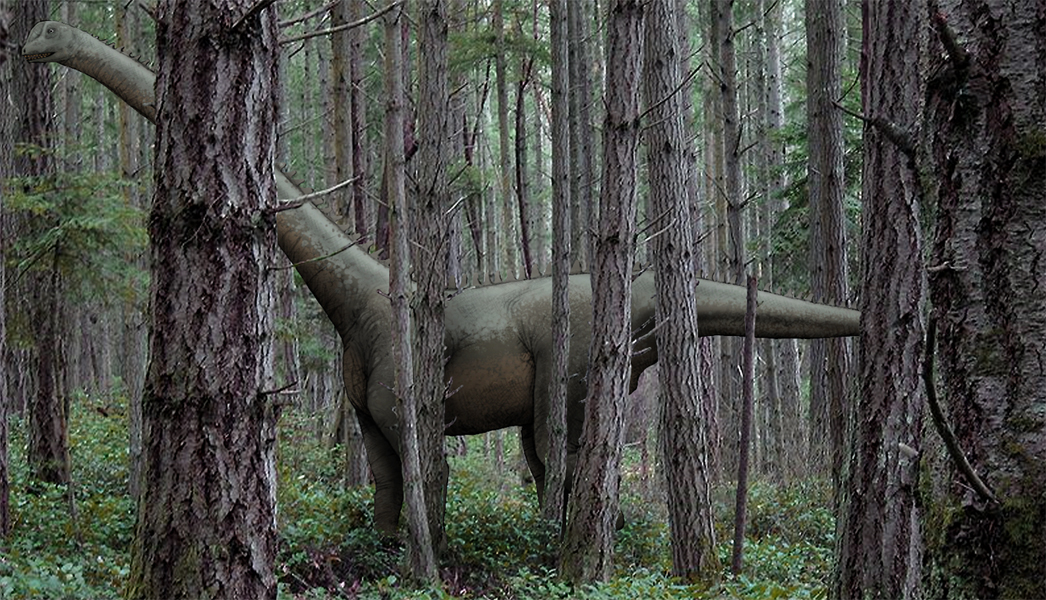
Restauração artística dum Klamelisaurus numa Floresta de coníferas.